# Luotaping (sockenhuvudort i Kina, Hunan Sheng, lat 29,19, long 110,13)
Luotaping (kinesiska: 罗塔坪, 罗塔坪乡) är en sockenhuvudort i Kina. Den ligger i provinsen Hunan, i den södra delen av landet, omkring 300 kilometer väster om provinshuvudstaden Changsha. Antalet invånare är 4 821. Befolkningen består av 2 387 kvinnor och 2 434 män. Barn under 15 år utgör 23,0 %, vuxna 15-64 år 61 %, och äldre över 65 år 14,0 %.
Runt Luotaping är det ganska tätbefolkat, med 116 invånare per kvadratkilometer. Närmaste större samhälle är Shaba, 13,7 km nordväst om Luotaping. I omgivningarna runt Luotaping växer i huvudsak blandskog.
Genomsnittlig årsnederbörd är 1 738 millimeter. Den regnigaste månaden är september, med i genomsnitt 307 mm nederbörd, och den torraste är december, med 21 mm nederbörd.